# Public Service Association (Neuseeland)
Die Public Service Association (PSA) ist eine Gewerkschaft in Neuseeland, die Beschäftigte im Regierungsapparat, in staatlichen Unternehmen, in Kommunalverwaltungen, im Gesundheitswesen und in sogenannten Community Groups vertritt. Sie bezeichnet sich als die größte Gewerkschaft des Landes.

## Geschichte
Die Gewerkschaft wurde 1913 als Public Service Association gegründet und 2003 in Public Service Association Te Pūkenga Here Tikanga Mahi umbenannt. In der Öffentlichkeit ist die Gewerkschaft aber mehr unter ihrem Kürzel PSA bekannt.

## Ziel der PSA
Das Ziel der PSA ist, das industrielle, wirtschaftliche, politische und soziale Umfeld im Interesse der PSA-Mitglieder zu verändern und für sie für bessere Arbeitsbedingungen zu sorgen. Die PSA verpflichtet sich zur Einhaltung des Te Tiriti o Waitangi (Vertrag von Waitangi) und die öffentlichen und kommunalen Dienste zu fördern. Auch will die PSA dafür Sorge tragen, dass ihre Mitglieder als Dienstleister stets fair und mit Respekt behandelt werden.

## Mitgliederzeitung
Die Mitgliederzeitung der Gewerkschaft nennt sich Te Mahinga Ora und wird als ein Journal herausgegeben.